# Блондель, Франсуа
Николя-Франсуа Блондель (фр. Nicolas-François Blondel, 15 июня 1618, Рибмон, Пикардия — 21 января 1686, Париж) — французский архитектор и дипломат, бригадный генерал. Военный и гражданский инженер, математик, строитель фортификационных сооружений. Автор знаменитого «Курса архитектуры». Один из крупнейших теоретиков классицистической архитектуры эпохи «большого стиля» короля Людовика XIV. Один из участников «Спора о древних и новых». Имел прозвание «Блондель Старший».
Старшего Блонделя называли ещё Великим Блонделем (Le Grand Blondel), дабы выделить его среди других членов выдающейся династии французских архитекторов. В его честь получили название блонделевские рамы. Племянником Франсуа Блонделя Старшего был архитектор Жан-Батист Валлен-Деламот, работавший в России. Другой племянник — Блондель, Жак-Франсуа, прозванный Младшим.

## Биография
Блондель родился в семье придворного чиновника. Его отец, Франсуа-Гийом Блондель, был успешным адвокатом и дважды избирался мэром Рибмона. Мать, Мари де Лун, принадлежала к известному дворянскому роду. Никола Франсуа изучал инженерное дело, военное строительство и математику. Знал несколько языков. Участвовал в Тридцатилетней войне.
В 1640 году кардинал Ришельё поручил Блонделю дипломатические миссии в Португалии, Испании и Италии, что дало ему возможность на местах изучать системы военных укреплений этих стран. Был комендантом Паламоса (Испания). Из Италии Блондель вернулся с глубокими познаниями в математике, и, возможно, именно во время этой поездки он встретил Галилео Галилея, и, как утверждал сам Блондель, многому у него научился. Впоследствии Блондель стал одним из первых французских сторонников открытий Галилея.
В 1647 году Блондель командовал артиллерией морской экспедиции против испанцев в Неаполе. Вышел отставку в 1652 г. В течение последующих двух десятилетий в качестве воспитателя Блондель сопровождал молодых аристократов, в том числе сыновей Ж.-Б. Кольбера, в путешествиях по многим странам и городам Европы, что помогло ему в изучении истории архитектуры.
В 1656 году Блондель читал лекции по математике и фортификации в Королевском коллеже (Collège Royal). В 1657—1663 годах кардинал и первый министр Франции Мазарини отправил его в дипломатические миссии в Италию, Египет, Грецию, Турцию, Германию, Польшу, Ливонию и в Россию.
В 1659 году во время плавания в Константинополь Блондель, как он позднее вспоминал, увидел акведук «в месте, которое называют Белградом, который своим величием, высотой и великолепием своей конструкции ничем не уступает мосту Пон-дю-Гар». В том же году Блондель был назначен посланником в Копенгаген, и занимал этот пост до 1663 года, когда его отозвали во Францию.
В следующем 1664 году Кольбер назначил Блонделя «Королевским морским инженером» (Ingénieur du Roy pour la Marine). В его обязанности входило изучение укреплений гаваней в Нормандии, Бретани и на Антильских островах. Собранные материалы позднее Блондель представил в Академию наук. В 1669 году Блондель был принят в Академию наук в качестве геометра (картографа). В том же году ему был поручен проект реконструкции Парижа, а также план расширения города, который он выполнил в 1676 году в сотрудничестве со своим учеником Пьером Булле. План, известный в истории градостроительства как «План Булле и Блонделя» (Plan de Bullet et Blondel), предполагал устройство пояса больших бульваров на правом берегу Сены вместо валов, снятых с эксплуатации в 1670 году. В ходе работ по проектам Франсуа Блонделя по линии старых крепостных стен были возведены ворота Сен-Бернар и Сен-Дени (1671—1673). В основу этих построек положена композиция древнеримской триумфальной арки.
31 декабря 1671 года в Париже была основана Королевская Академия архитектуры. Король по предложению Кольбера назначил Блонделя директором академии. Секретарём стал А. Фелибьен. Главной задачей академии, вначале состоявшей всего из восьми постоянных членов, было создание теории и практики национальной архитектуры, которую Франция могла бы с успехом демонстрировать в Европе. С 1670 года и до своей смерти в 1686 году Блондель был занят организационными делами, преподаванием и работой над теорией архитектуры.

## Теоретические взгляды Блонделя и «Спор о древних и новых»

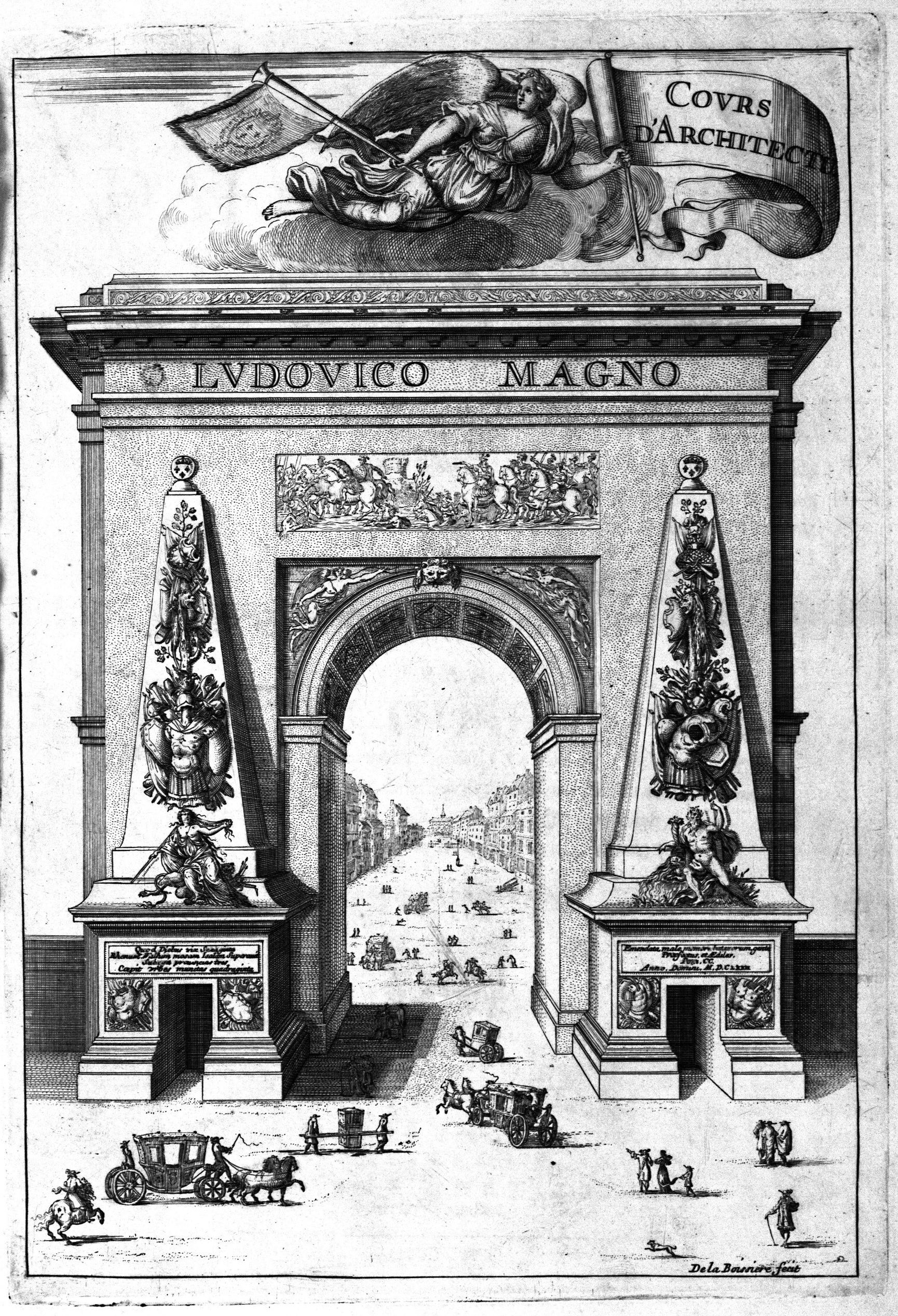
Фронтиспис трактата Ф. Блонделя Курс архитектуры (Cours d’Architecture).

Главное сочинение Франсуа Блонделя, с которым он вошёл в историю архитектурной науки, стал «Курс архитектуры» (Cours d’Architecture), издававшийся в 1675, 1683, 1685, 1688 и 1698 годах. Курс представляет собой материалы чтений, которые дважды в неделю Блондель проводил перед членами Академии. Основой своей концепции Блондель сделал рационализм и прагматизм, метод точного математического расчёта «идеальных пропорций» здания безотносительно к какому-либо архитектурному стилю. «Подражание Риму в наше время неуместно», — утверждал Блондель, подчёркивая, что основы классицизма лежат не в подражании греческой или римской классике, а в рациональной структуре архитектурной композиции.
В пятой книге «Курса архитектуры» он писал: «Нам приятно смотреть на некоторые соотношения тех готических зданий, красота которых, очевидно, возникла из симметрии и пропорции между целым и частями и внутри отдельных частей и видна, невзирая на скрывающие её безобразные украшения… При тщательном изучении этих глыб мы открываем в них те же пропорции, что и в строениях, воздвигнутых по всем правилам зодчества». Гармонию пропорций в архитектуре Блондель соотносил с гармонией музыкальных интервалов. В дальнейшем подобное понимание гармонии стало характерным именно для французского классицизма эпохи Просвещения и получило наименование «вневременно́го понимания красоты».
Против такого понимания классицизма выступил К. Перро, приверженец исключительно новой французской архитектуры. Дискуссия между этими архитекторами составляет интересную страницу истории французской эстетики. Вопрос о предпочтении античного либо современного стиля, постепенно вылившийся в спор о достоинствах классицизма или барокко получил название: «Спор о древних и новых» (Querelle des anciens et des modernes). В иллюстрациях трактата Блонделя, тем не менее, присутствуют не только классицистические, но и барочные мотивы, что отражает вкусы его времени, «большого стиля» Людовика XIV, соединяющего элементы классицизма и барокко.

## Творческое наследие
Постройки
- Триумфальная арка Сен-Дени, Париж, 1672

Сочинения
- Cours d’Architecture, тома 1-5. Париж, 1675-1683.
- Die Kunst Bomben zu werffen, Das ist: Neu-ausgefundene Art die Weiten und Höhen der Würffe und Bogen-Schüsse, nach allerhand Elevationen der Stücke oder Böller zu finden. Nürnberg, 1686.
- Neue Manier Vestungen zu bauen. Nürnberg, 1686.

## Дополнения
- Сочинения Ф. Блонделя в библиотеке Гейдельбергского университета